# Kurt Beck

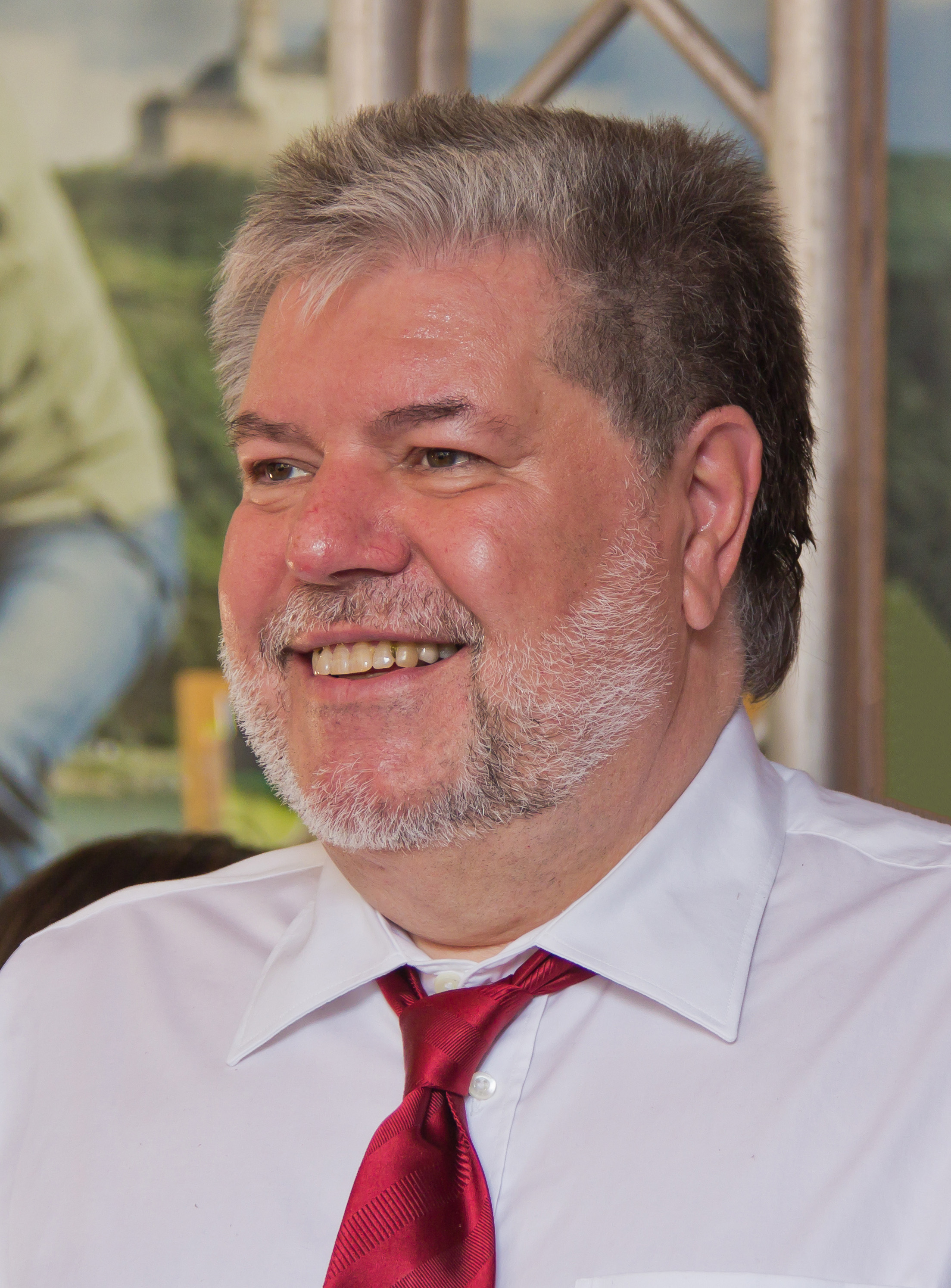
Kurt Beck in 2011

Kurt Beck (Bad Bergzabern/Pfalz, 5 februari 1949) is een Duits politicus van de Sozialdemokratische Partei Deutschlands (SPD). Van 1994 tot 16 januari 2013 was hij minister-president van Rijnland-Palts en van 14 mei 2006 tot en met 7 september 2008 voorzitter van de SPD. Op 7 september 2008 trad hij plotseling af, omdat er volgens hem vanuit de partij onjuiste berichten over hem richting de pers werden verspreid. Een belangrijke aanleiding was zijn onstandvastigheid in de zaak Ypsilanti, die het had doen lijken alsof hij oogluikend een verbond op landsniveau met Die Linke had toegestaan. Toen Ypsilanti's opzet mislukte, gaf de partij hem de schuld voor de verzwakte onderhandelingspositie van de SPD. Hij werd opgevolgd door Franz Müntefering.